# 吉舒站
吉舒站，位于中华人民共和国吉林省吉林市舒兰市吉舒街道，是吉舒铁路上的火车站，建于1960年，由沈阳铁路局管辖。车站每日有20对列车经过，其中3对办理客运业务。

## 車站周邊
- 中国邮政储蓄银行吉舒站前邮政支局
- 联想吉舒镇专卖店
- 舒矿文化广场
- 舒兰农村商业银行兴源分理处
- 中国工商银行吉舒支行
- 舒兰市第十四小学

## 业务办理
客运办理旅客乘降，行李，包裹托运。货运办理整车，零担货物到发。

## 歷史
- 建于1960年。

## 外部連結
- 中国铁路客户服务中心（页面存档备份，存于）